# Федье, Франсуа
Франсуа Федье (фр. François Fédier, 1935 — 28 апреля 2021) — французский философ и переводчик.

## Биография
Ученик Жана Бофре. В 1958 году под влиянием учителя начал переводить Хайдеггера, чему посвятил значительную часть жизни. Преподавал в лицее Луи Пастера в Нёйи-сюр-Сен (до 2001 года). Наряду с Хайдеггером, переводил Гёльдерлина. Дружил с Рене Шаром, вёл курс, посвященный чтению его стихов.
По случаю публикации книги "Voz del amigo y otros ensayos en torno a Heidegger" в издательстве Университета Диего Порталеса (2017) Хуан Родригес М. взял у него интервью по электронной почте, в котором Федье рассказывает о своих отношениях с Хайдеггером. Родригес рассказывает: в 1958 году философ посетил университет Экс-ан-Прованса на юге Франции, чтобы прочитать лекцию на тему "Гегель и греки". Среди слушателей был и Федье: "Так что я увидел лектора первым. В этом случае мне вряд ли было трудно найти слова, чтобы выразить впечатление, которое я испытал", - говорит он. А затем она обращается к словам Ханны Арендт, включенным в один из текстов "Голоса друга" и взятым из письма, которое она написала своему мужу: в нем политический теоретик говорит, что Хайдеггер, ее бывший учитель, "находится в великолепной форме", что он, кажется, "нашел свою Medium". Арендт увидела в нем "истинную свободу": "Он говорит спокойно, без малейшего пафоса; если не сказать больше: в состоянии благодати". "Нет лучшего способа описать впечатление, которое я испытал, увидев Хайдеггера весной 1958 года", - подтверждает Федье. Ему было двадцать два года, Хайдеггеру шел шестьдесят девятый год. "Впоследствии я перестал встречаться с ним только в 1974 году, за два года до его смерти. Таким образом, я мог наблюдать за этим человеком почти двадцать лет". 
Интервью было опубликовано 27 августа 2017 года на странице E-6 культурного приложения Artes y Letras чилийской газеты El Mercurio в Сантьяго-де-Чили. 
Просветительское интервью Хуана Родригеса М. продолжается в таких выражениях: "Добру сопутствует простота, - добавляет Федье. С Мартином Хайдеггером было очень легко жить (как мы говорим по-французски). Например, я много раз возил его из Фрибурга, где он жил, в Прованс; это была трехдневная поездка. В моих воспоминаниях об этой поездке нет ни одного момента дискомфорта или напряжения: Хайдеггер был очень внимателен к пейзажам, через которые мы проезжали". "Надо сказать, что Прованс - это чудесный пейзаж. Мы часто прогуливались по пейзажам Сезанна. Счастливая, но в то же время очень сдержанная, почти строгая атмосфера пейзажа, казалось, идеально подходила ему". 
Есть и другие воспоминания. Например, одно, которое "имеет то преимущество, что охватывает несколько лет. С 1958 по 1973 год я видел, как старел Хайдеггер. Сегодня мне столько же лет, сколько было ему во время семинаров в Ле Торе [курс, который он читал в этом французском городе в 1969 году]. И я понимаю свою тогдашнюю наивность: год за годом он старел, и, наблюдая за его старением, я говорил себе, что стареть, наверное, легко, если ты здоров", - говорит Федье. "Сегодня я знаю, что не каждый может состариться так, как он! Я понимаю, как много внимания нужно уделять, как много работы нужно делать в каждый момент, чтобы не позволить возрасту вторгнуться в себя, парализовать, заслонить собой". До конца жизни Хайдеггер сохранял ту же невозмутимость, то же внимание к другим, то же стремление всегда оправдывать ожидания. Короче говоря, вопреки мнению многих малоосведомленных людей, вся его жизнь дышит, как и его мысль. В этом смысле он также является примером. Федье регулярно навещал Хайдеггера. Он приезжал к нему домой, как в "маленький домик" во Фрайбурге, Германия, так и в коттедж в Тодтнауберге, высоко в Шварцвальде, "который был еще меньше". Каждый из этих двух домов имеет свой особый облик. Но что поражает прежде всего, так это отсутствие показной роскоши. Так сказать, настоящий комфорт, достигнутый с помощью самых простых и доступных средств". Он также посетил дом, где родился Хайдеггер, в долине верхнего Дуная в Мескирхе. 
Эти визиты были связаны с вопросами перевода. Но удовольствие от встречи с ним быстро стало главным, и поэтому вошло в привычку (как только появлялась возможность) добираться до его дома".

## Избранные труды
- Lire Heidegger sans délirer (Pour une éthique de l’interprétation), Paris, L’Infini nº 145, Automne 2019; 31-48.
- Interprétations (1985)
- Heidegger, anatomie d’un scandale (1988)
- Regarder voir (1995)
- Soixante deux photographies de Martin Heidegger (1999)
- L’art: deux cours, une conférence, une dissertation (2000)
- La raison; Note sur la norme; Pour commencer à lire le «Phèdre» de Platon (2001)
- Leibniz: deux cours: «Principes de la nature et de la grâce fondés en raison», «Monadologie» (2002)
- La métaphysique, la finalité, le bonheur, le modèle (2003)
- Martin Heidegger: le temps, le monde (2005)
- L’art en liberté: Aristote, Baudelaire, Proust, Flaubert, Cézanne, Kant, Matisse, Heidegger (2006)
- Voix de l’ami (2007)
- Entendre Heidegger et autres exercices d'écoute (2008)
- L’imaginaire (2009)

## Публикации на русском языке
- Хайдеггер. Анатомия скандала. СПб.: Изд-во Владимира Даля, 2008
- Франсуа Везен. Философия французская и философия немецкая. Франсуа Федье. Воображаемое. Власть/ Пер. В.Бибихина. М.: Эдиториал УРСС, 2010
- Голос друга / Пер. О. Седаковой. СПб.: Издательство Ивана Лимбаха, 2010